# 1936 v loďstvech
Tento článek obsahuje významné události v oblasti loďstev v roce 1936.

## Lodě vstoupivší do služby
- 6. ledna –  Admiral Graf Spee – panzerschiff třídy Deutschland

- 13. ledna –  HMAS Hobart (D63) – lehký křižník třídy Leander

- 6. července –  HMAS Perth (D29) – lehký křižník třídy Leander

- 3. října –  Hr. Ms. De Ruyter (1935) – lehký křižník